# Rafles de Périgueux
Les Rafles de Périgueux ont lieu à Périgueux (Dordogne) le 26 août 1942 et le 10 mai 1944. La rafle de 1942 concerne uniquement les Juifs étrangers et celle de 1944 inclut les Juifs français.

## Rafle du 26 août 1942
La rafle du 26 août 1942 concerne uniquement les Juifs étrangers,,.
272 personnes sont interpellées par la police et la gendarmerie, envoyées à Drancy puis au camp d’Auschwitz.
Le 26 août 1942 Isaac Schneersohn, son fils Michel, était connu pour avoir présidé la cour martiale de Charles Platon, est un des ministres de Philippe Pétain, Isaac réfugié en Dordogne, assiste à l'arrestation de dizaines de familles juives à Périgueux. Il décide de fonder à Grenoble, dans la clandestinité, le Centre de documentation juive contemporaine.

## Rafle du 10 mai 1944
La rafle du 10 mai 1944 inclut les Juifs français,.
Pour préparer la rafle, le 9 mai 1944, une réunion se tient à Périgueux, au siège de la Milice, 61, rue Victor-Hugo, avec le lieutenant-colonel Hachette, commandant du groupement des forces du maintien de l'ordre œuvrant en Dordogne et de Victor Denoix, chef départemental de la Milice.
211 personnes sont arrêtées. Ce sont des juifs, communistes, francs-maçons, Résistants ou simples suspects. Ils sont regroupés au cinéma Le Palace, 15, rue Bodin, par la police française du gouvernement de Vichy et la milice, pour être livrés à l'occupant nazi. Une cinquantaine de personnes sont libérées. Les autres sont internés au camp de Saint-Paul-d'Eyjeaux, près de Limoges en Haute-Vienne, ou envoyés dans les chantiers de travaux forcés. Une trentaine de personnes sont déportées vers les camps de concentration ou d'extermination nazis.